# Wir reisen um die Welt
Wir reisen um die Welt ist eine Revue-Operette in zwei Teilen (sechs Bildern) von Charles Kálmán. Das Libretto stammt von Willy Werner Göttig. Es basiert auf dem Stück „Bon Voyage“ von Lili Kálmán, der Schwester des Komponisten. Das Werk erlebte seine Uraufführung am 8. Januar 1955 am Hessischen Staatstheater in Wiesbaden, damals noch unter dem Titel „Der große Tenor“.

## Orchester
Zwei Flöten, zwei Oboen, zwei Klarinetten, zwei Fagotte, vier Hörner, drei Trompeten, drei Posaunen, eine Basstuba, eine Harfe, ein Klavier, eine Gitarre, großes Schlagwerk und Streicher

## Bühnenbilder
Bild 1: Am Pier im Hafen von New York; Bild 2: Auf dem Promenadendeck eines Ozeandampfers; Bild 3: Im Café „Pigalle“ in Paris; Bild 4: Auf dem Bazar von Marrakesch; Bild 5: In einem Heurigenlokal in Wien; Bild 6: Hotelhalle in Hamburg

## Handlung
Jonny Willoughby, ein zum Millionär gewordener Tabakpflanzer aus den USA, fährt mit Gattin Betty und Tochter Majorie auf einem Ozeandampfer nach Europa. Die Reise erfolgt nicht ohne Hintergedanken, denn der alte Willoughby weiß, dass auch Clarence, der Sohn seines verstorbenen Freundes Bill Morton, auf dem Schiff ist. Weil dieser die Fabrik seines Vaters geerbt hat, soll alles so arrangiert werden, dass aus Majorie und Clarence ein Paar wird, auf dass sich das Familienunternehmen vergrößere. Clarence interessiert sich jedoch nicht für Geschäfte; seine Liebe gehört vor allem der Musik. Er ist mit dem Tenor Roberto Vitturoso befreundet, dem er ein paar Chansons auf den Leib geschrieben hat. Die beiden haben sich von der Reederei als Unterhalter für die Überfahrt engagieren lassen. Eigentlich hat Roberto einen solch klangvollen Namen, dass ihn die ganze Welt kennt; aber auf dem Schiff arbeitet er inkognito.
Als Majorie das erste Mal Robertos Stimme hört, schmilzt sie dahin. Bei einem Rendezvous mit ihm verlieben sie sich ineinander. Als jedoch Jonny Willoughby Wind davon bekommt, bricht der Choleriker in ihm durch. Warum bloß geht sein so sorgfältig ausgedachter Plan nur so schief?
Im Pariser Café „Pigalle“ hört Clarence Morton das erste Mal die Stimme der entzückenden Chansonette Germaine Pêcheuse und ist begeistert von ihr. Sie wäre die ideale Interpretin seiner Lieder. Klar, dass auch diese beiden sich näherkommen und letztendlich von der Liebe übermannt werden.
Betty Willoughby versucht mit allen Mitteln, ihrem Mann die Zustimmung zu Majories Eheschließung mit dem unbekannten Tenor abzuringen. Aber erst, als sich herausstellt, dass dieser „unbekannte“ Sänger der weltberühmte und millionenschwere Roberto Vitturoso ist, ist der alte Willoughby geneigt, seiner Tochter den Segen zu erteilen.

## Musikalische Höhepunkte
- Wir reisen um die Welt (Titelmelodie, die sich durch das ganze Werk zieht)
- Wann kommt die eine, die ich liebe? (Lied des Roberto)